# Nati nel 1977/Giugno
| Questa pagina contiene informazioni ricavate automaticamente dalle voci biografiche con l'ausilio del template Bio e di un bot. L'aggiornamento è periodico e automatico e ricostruisce completamente la pagina. Se manca una persona in questa lista, sei pregato di non aggiungerla, ma accertati piuttosto che la sua voce biografica contenga il template Bio e che i dati anagrafici siano correttamente compilati. Se il template Bio manca, inseriscilo tu stesso o, in alternativa, metti l'avviso {{tmp\|Bio}} che ne segnala la mancanza. Se i dati riportati sono sbagliati, correggi direttamente la voce biografica; le modifiche saranno visibili in questa lista entro pochi giorni. Per chiarimenti vedi il progetto biografie. La lista contiene solo le 342 persone che sono citate nell'enciclopedia e per le quali è stato implementato correttamente il template Bio. Pagina aggiornata al 2 ago 2025. |

- 1º giugno - Bashar Bani Yaseen, ex calciatore giordano
- 1º giugno - Chris Boshuizen, fisico e imprenditore australiano
- 1º giugno - Sarah Wayne Callies, attrice statunitense
- 1º giugno - Christian Ditter, regista e sceneggiatore tedesco
- 1º giugno - Danielle Harris, attrice e doppiatrice statunitense
- 1º giugno - Guzel' Jachina, scrittrice e sceneggiatrice russa
- 1º giugno - Ramiro Leone, ex calciatore argentino
- 1º giugno - Dorvalino Alves Maciel, ex calciatore brasiliano
- 1º giugno - Vito Piccinonna, vescovo cattolico italiano
- 1º giugno - Vicki Richter, ex attrice pornografica e modella statunitense
- 1º giugno - Jón Jósep Snæbjörnsson, cantante islandese
- 1º giugno - James Storm, wrestler statunitense
- 1º giugno - Predrag Šuput, ex cestista serbo
- 2 giugno - Teet Allas, ex calciatore estone
- 2 giugno - Roberta Ammendola, giornalista e conduttrice televisiva italiana
- 2 giugno - Stian Berget, ex calciatore norvegese
- 2 giugno - Maximiliano Estévez, ex calciatore argentino
- 2 giugno - Illja Kyva, politico ucraino († 2023)
- 2 giugno - Riccardo Maffoni, cantautore italiano
- 2 giugno - Roberto Piantoni, alpinista italiano († 2009)
- 2 giugno - Zachary Quinto, attore e produttore cinematografico statunitense
- 2 giugno - Kasia Stankiewicz, cantante polacca
- 2 giugno - AJ Styles, wrestler statunitense
- 2 giugno - Dariush Yazdani, allenatore di calcio e ex calciatore iraniano
- 2 giugno - Dorian Çollaku, ex martellista albanese
- 3 giugno - Cris, allenatore di calcio e ex calciatore brasiliano
- 3 giugno - Ivo Damas, ex calciatore portoghese
- 3 giugno - Abdel-Wahed El-Sayed, ex calciatore egiziano
- 3 giugno - Stefano Galvani, tennista e allenatore di tennis italiano
- 3 giugno - Jan-Michael Gambill, allenatore di tennis e ex tennista statunitense
- 3 giugno - Vasil Gigiadze, ex calciatore georgiano
- 3 giugno - Az-Zahir Hakim, ex giocatore di football americano statunitense
- 3 giugno - Patrik Klüft, ex astista svedese
- 3 giugno - Checco Zalone, comico, showman e attore italiano
- 3 giugno - Marcello Piazzano, giornalista e conduttore televisivo italiano
- 3 giugno - Mariusz Rumak, allenatore di calcio e dirigente sportivo polacco
- 3 giugno - Matt Stinchcomb, ex giocatore di football americano statunitense
- 4 giugno - Antoine Arnault, imprenditore francese
- 4 giugno - Alessandro Cavaliere, medico italiano
- 4 giugno - Dionysīs Chiōtīs, allenatore di calcio e ex calciatore greco
- 4 giugno - Daniela Dröscher, scrittrice tedesca
- 4 giugno - Khalifa bin Hamad Al Khalifa, nobile bahreinita
- 4 giugno - Ben Hatke, scrittore statunitense
- 4 giugno - Brian Jossie, wrestler statunitense
- 4 giugno - Alexander Manninger, ex calciatore austriaco
- 4 giugno - Luis Pedro Molina, ex calciatore e ex giocatore di calcio a 5 guatemalteco
- 4 giugno - Marco Vendrame, allenatore di calcio e ex calciatore italiano
- 4 giugno - Ingrid Visser, pallavolista olandese († 2013)
- 4 giugno - Steve Zampieri, ex ciclista su strada svizzero
- 4 giugno - Vicente de Lima, ex velocista brasiliano
- 5 giugno - Vadym Bojčenko, politico ucraino
- 5 giugno - Sam Collins, allenatore di calcio e ex calciatore inglese
- 5 giugno - Pierluigi Coppola, attore italiano
- 5 giugno - Fredrik Gustafson, ex calciatore svedese
- 5 giugno - Mario Hieblinger, ex calciatore austriaco
- 5 giugno - Kenneth Kvalheim, calciatore norvegese
- 5 giugno - Nicola Mariniello, calciatore italiano
- 5 giugno - Christian Martucci, chitarrista e cantante statunitense
- 5 giugno - Navi Rawat, attrice statunitense
- 5 giugno - Liza Weil, attrice statunitense
- 5 giugno - Tamika Whitmore, ex cestista e allenatrice di pallacanestro statunitense
- 6 giugno - Małgorzata Bela, supermodella e attrice polacca
- 6 giugno - Paola Cavallino, ex nuotatrice italiana
- 6 giugno - Frédéric Chau, attore e modello francese
- 6 giugno - David Connolly, ex calciatore irlandese
- 6 giugno - Amaury Delerue, arbitro di calcio francese
- 6 giugno - Meike Evers, ex canottiera tedesca
- 6 giugno - Trude Gundersen, ex taekwondoka norvegese
- 6 giugno - Amy Herrig, ex cestista statunitense
- 6 giugno - Mislav Hodžić, presbitero croato
- 6 giugno - Claude Kalisa, ex calciatore ruandese
- 6 giugno - Igor' Paŭlavič Kolb, ex ballerino e coreografo bielorusso
- 6 giugno - Marek Maciejewski, ex ciclista su strada polacco
- 6 giugno - Fatou Ndiaye, ex cestista senegalese
- 6 giugno - Amber Nash, attrice e doppiatrice statunitense
- 6 giugno - Paolo Emilio Russo, politico italiano
- 6 giugno - Elvira Savino, politica italiana
- 6 giugno - Tony Sergeant, ex calciatore belga
- 7 giugno - Marcin Baszczyński, ex calciatore polacco
- 7 giugno - Johan Brolenius, ex sciatore alpino svedese
- 7 giugno - Riccardo Capaccioni, boccista e dirigente sportivo italiano
- 7 giugno - Chen Luyun, cestista cinese († 2015)
- 7 giugno - Ana Diaz, cantante svedese
- 7 giugno - Carmelo Lee, ex cestista statunitense
- 7 giugno - Jair Marrufo, arbitro di calcio statunitense
- 7 giugno - Takanari Murakami, giocatore di football americano giapponese
- 7 giugno - Hennadij Nyžehorodov, ex calciatore ucraino
- 7 giugno - Pavel Rosa, ex hockeista su ghiaccio ceco
- 7 giugno - Erik Weiner, attore, sceneggiatore e comico statunitense
- 8 giugno - Yvette Basting, ex tennista olandese
- 8 giugno - Krasimir Čomakov, ex calciatore bulgaro
- 8 giugno - Nate Dushku, attore statunitense
- 8 giugno - Falcão, ex giocatore di calcio a 5 e ex calciatore brasiliano
- 8 giugno - Gustavo Guardia, ex calciatore panamense
- 8 giugno - Márton Gyöngyösi, politico ungherese
- 8 giugno - Édgar Hernández, ex marciatore messicano
- 8 giugno - Fernando Martínez, ex calciatore venezuelano
- 8 giugno - Angelika Roesch, ex tennista tedesca
- 8 giugno - Kanye West, rapper, cantautore e produttore discografico statunitense
- 9 giugno - Óscar Álvarez, allenatore di calcio e ex calciatore spagnolo
- 9 giugno - Lucariello, rapper italiano
- 9 giugno - Olin Kreutz, ex giocatore di football americano statunitense
- 9 giugno - Luca Seta, attore italiano
- 9 giugno - Predrag Stojaković, dirigente sportivo e ex cestista serbo
- 9 giugno - Hrvoje Vejić, ex calciatore croato
- 10 giugno - Nergal, cantautore, polistrumentista e compositore polacco
- 10 giugno - Stephanie Eim, schermitrice statunitense
- 10 giugno - Takako Matsu, cantante e attrice giapponese
- 10 giugno - Viktar Hančarėnka, allenatore di calcio e ex calciatore bielorusso
- 10 giugno - Christian Johnsen, allenatore di calcio e ex calciatore norvegese
- 10 giugno - Benjamin Millepied, ballerino, coreografo e regista francese
- 10 giugno - Mingo, ex calciatore spagnolo
- 10 giugno - Martin Vyskoč, ex calciatore slovacco
- 11 giugno - Darnell Alford, ex giocatore di football americano statunitense
- 11 giugno - Jean-François Bachelot, allenatore di tennis e ex tennista francese
- 11 giugno - Ryan Dunn, personaggio televisivo statunitense († 2011)
- 11 giugno - Gil Elmour, ex calciatore francese
- 11 giugno - Paul Kalkbrenner, musicista, disc jockey e produttore discografico tedesco
- 11 giugno - Kim Hee-sun, attrice e modella sudcoreana
- 11 giugno - Francesca Manicone, doppiatrice italiana
- 11 giugno - Domenico Rao, ex velocista italiano
- 11 giugno - Gabrio Zandonà, velista italiano
- 11 giugno - Monika Žídková, modella ceca
- 12 giugno - Sarah Billmeier, ex sciatrice alpina statunitense
- 12 giugno - Yuzo Funakoshi, ex calciatore giapponese
- 12 giugno - Huang Shiau-jie, ex cestista taiwanese
- 12 giugno - Kiyomitsu Kobari, ex calciatore giapponese
- 12 giugno - Predrag Materić, ex cestista serbo
- 12 giugno - Antony Matkovich, ex nuotatore australiano
- 12 giugno - Rafael' Nuritdinov, ex ciclista su strada uzbeko
- 12 giugno - Ferdinando Piro, calciatore italiano
- 12 giugno - Wade Redden, ex hockeista su ghiaccio canadese
- 12 giugno - Andrea Schwartz, ex nuotatrice canadese
- 12 giugno - Kenny Wayne Shepherd, chitarrista, cantante e compositore statunitense
- 12 giugno - Ana Tijoux, cantante e rapper francese
- 12 giugno - Nicolás Vázquez, attore, conduttore televisivo e regista teatrale argentino
- 12 giugno - Paola Zanni, ex calciatrice italiana
- 13 giugno - Tamim Al-Barghouti, poeta palestinese
- 13 giugno - Andrea Bordalejo, ex multiplista argentina
- 13 giugno - Flavio Bottiroli, allenatore di pallacanestro e ex cestista italiano
- 13 giugno - Ángel Dennis, pallavolista cubano
- 13 giugno - Alaura Eden, ex attrice pornografica statunitense
- 13 giugno - Stanton Fredericks, ex calciatore sudafricano
- 13 giugno - Gabriella Giammanco, politica italiana
- 13 giugno - Emily Harrison, attrice statunitense
- 13 giugno - Jørn Holen, batterista norvegese
- 13 giugno - Aljaksej Kaljužny, hockeista su ghiaccio bielorusso
- 13 giugno - Tarmo Kikerpill, ex cestista estone
- 13 giugno - Josh Paul, bassista statunitense
- 13 giugno - Riikka Purra, politica finlandese
- 13 giugno - Eliécer Rincones, schermidore venezuelano
- 13 giugno - Rainer Schönfelder, ex sciatore alpino austriaco
- 13 giugno - Adrian Sosnovschi, allenatore di calcio e ex calciatore moldavo
- 14 giugno - De'Adre Aziza, attrice e cantante statunitense
- 14 giugno - Cristian Brăneț, ex calciatore rumeno
- 14 giugno - Sacha Giffa, ex cestista e allenatore di pallacanestro francese
- 14 giugno - Consequence, rapper statunitense
- 14 giugno - Jorge Ormeño, ex calciatore cileno
- 14 giugno - Duncan Oughton, ex calciatore neozelandese
- 14 giugno - Sandro Porchia, dirigente sportivo e ex calciatore italiano
- 14 giugno - Giovanni Ricciardi, pittore e scultore italiano
- 14 giugno - Sullivan Stapleton, attore australiano
- 14 giugno - Federico Tassinari, cestista italiano
- 14 giugno - Joe Worsley, ex rugbista a 15 e allenatore di rugby a 15 britannico
- 15 giugno - Bluetech, disc jockey e produttore discografico statunitense
- 15 giugno - Alberto Bernardi, allenatore di calcio e calciatore italiano
- 15 giugno - Michael Doleac, ex cestista statunitense
- 15 giugno - Mats Levin, ex cestista e allenatore di pallacanestro svedese
- 15 giugno - Kazys Maksvytis, allenatore di pallacanestro lituano
- 15 giugno - Brice Tirabassi, pilota di rally francese
- 15 giugno - Toy, ex calciatore portoghese
- 15 giugno - Zohar Zimro, maratoneta israeliano
- 16 giugno - Navdeep Bains, politico canadese
- 16 giugno - Matt Duke, ex calciatore inglese
- 16 giugno - Addy Engels, dirigente sportivo e ex ciclista su strada olandese
- 16 giugno - Elisa Mariano, politica italiana
- 16 giugno - Iker Martínez, velista spagnolo
- 16 giugno - Tommi Nikkilä, ex hockeista su ghiaccio finlandese
- 16 giugno - Kenneth Zeigbo, ex calciatore nigeriano
- 17 giugno - Saad Al-Dosari, calciatore saudita († 2004)
- 17 giugno - Cristian Invernizzi, politico italiano
- 17 giugno - Jarosław Lato, ex calciatore polacco
- 17 giugno - Karl Menzies, ex ciclista su strada australiano
- 17 giugno - André Vicentini, ex giocatore di calcio a 5 brasiliano
- 17 giugno - Trent Whitfield, allenatore di hockey su ghiaccio e ex hockeista su ghiaccio canadese
- 18 giugno - Renzo Candussio, arbitro di calcio italiano
- 18 giugno - Erin Davie, attrice e cantante statunitense
- 18 giugno - Darrell Dicken, giocatore di poker statunitense
- 18 giugno - John Ertzgaard, velocista norvegese
- 18 giugno - Tommaso Giulini, imprenditore e dirigente sportivo italiano
- 18 giugno - Dime Jankulovski, allenatore di calcio e ex calciatore svedese
- 18 giugno - Kaja Kallas, politica estone
- 18 giugno - Oleksandr Kosyrin, ex calciatore ucraino
- 18 giugno - Stefano Landini, fumettista italiano
- 18 giugno - Majed Moqed, terrorista saudita († 2001)
- 18 giugno - Răzvan Sabău, ex tennista rumeno
- 18 giugno - Dilan Yeşilgöz-Zegerius, politica olandese
- 19 giugno - Davi Alcolumbre, politico brasiliano
- 19 giugno - Federico Basile, politico italiano
- 19 giugno - Bruce Chen, ex giocatore di baseball panamense
- 19 giugno - Maria Cioncan, mezzofondista rumena († 2007)
- 19 giugno - Daniel Dajic, ex cestista svedese
- 19 giugno - Fabio Di Micco, politico italiano
- 19 giugno - Anne Nørdsti, cantante norvegese
- 19 giugno - Daniela Olivieri, artista italiana
- 19 giugno - Stéphan Perrot, ex nuotatore francese
- 19 giugno - Stefan Pettersson, ex hockeista su ghiaccio svedese
- 19 giugno - Veronika Vařeková, modella ceca
- 19 giugno - Peter Warrick, ex giocatore di football americano statunitense
- 20 giugno - Wojciech Bartelski, politico polacco
- 20 giugno - Ronnie Gene Blevins, attore statunitense
- 20 giugno - Roberto Carlos Cortés, ex calciatore colombiano
- 20 giugno - Gordan Giriček, ex cestista croato
- 20 giugno - Izumi Kobayashi, goista giapponese
- 20 giugno - Artýom Nazarow, ex calciatore turkmeno
- 20 giugno - Oleksij Olijnyk, artista marziale misto ucraino
- 20 giugno - Stephanie White, ex cestista e allenatrice di pallacanestro statunitense
- 21 giugno - Saheb Al-Abdulla, ex calciatore saudita
- 21 giugno - Patch Darragh, attore statunitense
- 21 giugno - Angelo Furlan, ex ciclista su strada italiano
- 21 giugno - Rémi Giuitta, allenatore di pallacanestro francese
- 21 giugno - Jochen Hecht, ex hockeista su ghiaccio tedesco
- 21 giugno - Denilson Manzali, giocatore di calcio a 5 brasiliano
- 21 giugno - Valentina Pace, attrice italiana
- 21 giugno - Sarah Slean, cantautrice canadese
- 21 giugno - Al Wilson, ex giocatore di football americano statunitense
- 22 giugno - Wouter De Vriendt, politico belga
- 22 giugno - Lolly, cantante britannica
- 22 giugno - Amos Lee, cantautore e chitarrista statunitense
- 22 giugno - Enrico Melozzi, violoncellista, compositore e direttore d'orchestra italiano
- 22 giugno - Tomochika Mizokami, giocatore di go giapponese
- 22 giugno - Denis Moschitto, attore tedesco
- 22 giugno - Evgenij Naer, scacchista russo
- 22 giugno - Marco Reda, ex calciatore canadese
- 22 giugno - Frédéric Weis, ex cestista francese
- 22 giugno - Roelly Winklar, culturista olandese
- 23 giugno - Miguel Ángel Angulo, allenatore di calcio e ex calciatore spagnolo
- 23 giugno - Pierluigi Diaco, giornalista, conduttore televisivo e conduttore radiofonico italiano
- 23 giugno - Hayden Foxe, ex calciatore australiano
- 23 giugno - Sian Heder, regista e sceneggiatrice statunitense
- 23 giugno - Giovanni Lo Porto, blogger italiano († 2015)
- 23 giugno - Jason Mraz, cantautore, musicista e polistrumentista statunitense
- 23 giugno - Ji Wallace, ginnasta australiano
- 23 giugno - Evan Whitfield, ex calciatore statunitense
- 24 giugno - Clifford Bayer, schermidore statunitense
- 24 giugno - Filippo Bisciglia, conduttore televisivo italiano
- 24 giugno - Jean-Philippe Caillet, allenatore di calcio e ex calciatore francese
- 24 giugno - Sara Casanova, politica italiana
- 24 giugno - Raja Chari, astronauta statunitense
- 24 giugno - Kristian Digby, conduttore televisivo e regista britannico († 2010)
- 24 giugno - Shaun Ellis, ex giocatore di football americano statunitense
- 24 giugno - Mike Jordan, ex cestista e allenatore di pallacanestro statunitense
- 24 giugno - Francine Jordi, cantante svizzera
- 24 giugno - Rune Lange, ex calciatore norvegese
- 24 giugno - Dīmos Ntikoudīs, ex cestista greco
- 24 giugno - Stacy Sykora, ex pallavolista statunitense
- 24 giugno - Amir Talai, attore, cantante e comico statunitense
- 24 giugno - Adele Tonnini, politica sammarinese
- 24 giugno - K'Zell Wesson, ex cestista statunitense
- 24 giugno - Dee Williams, attrice pornografica statunitense
- 24 giugno - Antoine Winfield, ex giocatore di football americano statunitense
- 24 giugno - Nina Živanevskaja, ex nuotatrice sovietica
- 25 giugno - Irena Baranauskaitė, cestista lituana
- 25 giugno - Josh Braaten, attore statunitense
- 25 giugno - George Datoru, ex calciatore nigeriano
- 25 giugno - Federico Elduayen, ex calciatore uruguaiano
- 25 giugno - Pasi Häkkinen, allenatore di hockey su ghiaccio e ex hockeista su ghiaccio finlandese
- 25 giugno - Layla, modella e ex wrestler britannica
- 25 giugno - Fernanda Lima, modella, attrice e conduttrice televisiva brasiliana
- 25 giugno - Marcello Martini, conduttore televisivo italiano
- 25 giugno - Marco Mazza, ex mezzofondista italiano
- 25 giugno - Pascale Michaud, attrice francese
- 25 giugno - Adrián Romero González, ex calciatore uruguaiano
- 25 giugno - Naoya Tsukahara, ginnasta giapponese
- 25 giugno - Yuichi Yoda, ex calciatore giapponese
- 26 giugno - Giulio Cavalli, attore, scrittore e giornalista italiano
- 26 giugno - Kōnstantinos Christofidelīs, allenatore di pallavolo e ex pallavolista greco
- 26 giugno - Letizia Giorgianni, politica italiana
- 26 giugno - Mark Jindrak, ex wrestler statunitense
- 26 giugno - Florian Kehrmann, ex pallamanista e allenatore di pallamano tedesco
- 26 giugno - Tite Kubo, fumettista giapponese
- 26 giugno - Quincy Lewis, ex cestista statunitense
- 26 giugno - Randy Nohr, ex cestista e allenatore di pallacanestro canadese
- 26 giugno - Jake Roberts, montatore britannico
- 26 giugno - Carlo Trappolino, politico italiano
- 26 giugno - Sebastian Świderski, dirigente sportivo, allenatore di pallavolo e ex pallavolista polacco
- 27 giugno - Maria Bellucci, ex attrice pornografica ungherese
- 27 giugno - Michael Curcija, ex calciatore australiano
- 27 giugno - Sabine Dünser, cantante liechtensteinese († 2006)
- 27 giugno - Sarah Edmondson, attrice canadese
- 27 giugno - Vito Franchini, scrittore italiano
- 27 giugno - Hans Fred, ex calciatore papuano
- 27 giugno - Nicole Mann, astronauta statunitense
- 27 giugno - Luca Marchetti, giocatore di calcio a 5 italiano
- 27 giugno - Daniel Parsons, canottiere canadese
- 27 giugno - Andrej Porázik, ex calciatore slovacco
- 27 giugno - Joel Puckett, compositore statunitense
- 27 giugno - Arkadiusz Radomski, ex calciatore polacco
- 27 giugno - Raúl González Blanco, allenatore di calcio e ex calciatore spagnolo
- 27 giugno - Danijel Šarić, ex pallamanista bosniaco
- 27 giugno - Selloane Tsoaeli, ex multiplista e lunghista lesothiana
- 27 giugno - Lajos Virág, lottatore ungherese
- 27 giugno - Cyril Wong, scrittore singaporiano
- 28 giugno - Edwin González, ex calciatore salvadoregno
- 28 giugno - Hua Hsu, scrittore statunitense
- 28 giugno - Lindsay Lee-Waters, ex tennista statunitense
- 28 giugno - Davide Mandelli, allenatore di calcio e ex calciatore italiano
- 28 giugno - Mark Stoermer, bassista statunitense
- 28 giugno - Alessandro Tiberi, attore e doppiatore italiano
- 28 giugno - Robert Troha, ex cestista croato
- 28 giugno - Martin Wilde, ex hockeista su ghiaccio svedese
- 29 giugno - Jeff Aubry, ex cestista statunitense
- 29 giugno - Jeff Baena, sceneggiatore e regista statunitense († 2025)
- 29 giugno - Sam Bailey, cantante britannica
- 29 giugno - Shannon Boxx, ex calciatrice statunitense
- 29 giugno - Cristian Cásseres, ex calciatore venezuelano
- 29 giugno - Paul Fogelberg, schermidore svedese
- 29 giugno - Erik Heijblok, allenatore di calcio e ex calciatore olandese
- 29 giugno - Will Kemp, attore britannico
- 29 giugno - Pavel Klimenko, generale russo († 2024)
- 29 giugno - Gerben Löwik, ex ciclista su strada olandese
- 29 giugno - Fabiano Massimi, scrittore e traduttore italiano
- 29 giugno - Pedro Paulo de Oliveira, dirigente sportivo, allenatore di calcio e ex calciatore brasiliano
- 29 giugno - Alessandro Raina, cantautore, musicista e scrittore italiano
- 29 giugno - Zuleikha Robinson, attrice britannica
- 29 giugno - Bradley Stryker, attore statunitense
- 30 giugno - Magomed Adiev, allenatore di calcio e ex calciatore russo
- 30 giugno - Serhij Bojko, arbitro di calcio ucraino
- 30 giugno - Duccio Chiarini, regista, sceneggiatore e produttore cinematografico italiano
- 30 giugno - Jonathan Delisle, hockeista su ghiaccio canadese († 2006)
- 30 giugno - Colton Dunn, attore e scrittore statunitense
- 30 giugno - Þórey Edda Elísdóttir, astista e politica islandese
- 30 giugno - Tathiana Garbin, allenatrice di tennis e ex tennista italiana
- 30 giugno - Tomokazu Hirama, ex calciatore giapponese
- 30 giugno - Monica Iacob-Ridzi, politica rumena
- 30 giugno - Alanna Kraus, pattinatrice di short track canadese
- 30 giugno - Christophe Landrin, ex calciatore francese
- 30 giugno - Li Leilei, ex calciatore cinese
- 30 giugno - Ligalize, rapper russo
- 30 giugno - Emanuele Tenderini, fumettista italiano
- 30 giugno - Justo Villar, ex calciatore paraguaiano
- 30 giugno - Joel Zayas, ex calciatore paraguaiano